# Rio Tibiriçá
O rio Tibiriçá é um rio brasileiro do estado de São Paulo, pertence à bacia do rio Paraná.                  
O rio Tibiriçá nasce no município de Garça na localização geográfica, latitude 22º10'50" sul e longitude 49º40'29" oeste, bem próximo da rodovia estadual SP-349.

## Percurso
Da nascente segue em direção noroeste (300º) do estado de São Paulo, sempre mais ou menos paralelo a rodovia SP-349, até a rodovia SP-333 onde se desvia para o norte seguindo um bom trecho paralelo a rodovia federal BR-153 até bem próximo a Guaimbê onde recebe o reforço do ribeirão do Veado, seguindo então novamente para noroeste (310º) passando bem ao lado da cidade de Queiroz e então deságua no rio Feio ou rio Aguapeí a não mais que seis quilômetros de Luiziânia. 

## Afluentes
- Margem sul:
  - Ribeirão do Veado (que nasce em Padre Nóbrega que é um distrito de Marília)

- Margem norte:
  - Não consta

## Desembocadura
Em Luiziânia, deságua no rio Aguapeí, na localização geográfica, latitude 21º42'36" sul e longitude 50º16'36" oeste. 

## Extensão
Percorre neste trajeto uma distância de mais ou menos 90 quilômetros.

### Referência
- Mapa Rodoviário do Estado de São Paulo - (2004) - DER